# Zelotaea phasma
Espèce
Zelotaea phasma est un insecte lépidoptère appartenant à la famille  des Riodinidae et au genre Zelotaea.

## Systématique
Zelotaea phasma a été décrit par Henry Walter Bates en 1868.

### Sous-espèces
- Zelotaea phasma phasma
- Zelotaea phasma dubia Bates, 1868
- Zelotaea phasma eidothea Butler, 1873[1].

### Noms vernaculaires
Zelotaea phasma se nomme Phasma Metalmark en anglais.

## Description
Zelotaea phasma est un papillon blanc marqué de veines ocre foncé et d'une bordure plus ou moins large et marquée elle aussi ocre foncé.
Le revers est blanc.

## Écologie et distribution
Zelotaea phasma est présent au Brésil, sous forme de trois isolats, Zelotaea phasma phasma et Zelotaea phasma dubia dans la région de Para, Zelotaea phasma eidothea dans la région de Rio de Janeiro.

### Protection
Pas de statut de protection particulier.